# Typhloseiulus
Typhloseiulus es un género de ácaros perteneciente a la familia Phytoseiidae.

## Especies
El género contiene las siguientes especies:
- Typhloseiulus arzakanicus (Arutunjan, 1972)
- Typhloseiulus calabriae (Ragusa & Swirski, 1976)
- Typhloseiulus carmonae (Chant & Yoshida-Shaul, 1983)
- Typhloseiulus eleonorae (Ragusa & Swirski, 1981)
- Typhloseiulus eliahuswirskii (Ragusa Di Chiara, 1992)
- Typhloseiulus erymanthii (Papadoulis & Emmanouel, 1988)
- Typhloseiulus peculiaris (Kolodochka, 1980)
- Typhloseiulus rodopiensis (Papadoulis & Emmanouel, 1994)
- Typhloseiulus simplex (Chant, 1956)
- Typhloseiulus subsimplex (Arutunjan, 1972)